# Coupe du monde de slalom de canoë-kayak 2023
 (avril 2025).
Navigation
Coupe du monde de slalom 2022
La 36e coupe du monde de slalom en canoë-kayak, organisée par la Fédération internationale de canoë (ICF), se déroule du 1er juin au 8 octobre 2023.

## Calendrier
| Date                  | Ville            | Pays      |
| --------------------- | ---------------- | --------- |
| 1er–4 juin            | Augsbourg        | Allemagne |
| 8–11 juin             | Prague           | Tchéquie  |
| 15–18 juin            | Tacen            | Slovénie  |
| 31 août – 3 septembre | La Seu d'Urgell  | Espagne   |
| 5–8 octobre           | Vaires-sur-Marne | France    |

## Résultats
Le tableau recense les vainqueurs de chaque catégorie pour chacune des étapes.
| Catégorie        |                     |                 |                  |                  |                  |
| C-1 hommes       | Sideris Tasiadis    | Benjamin Savšek | Luka Božič       | Raffaello Ivaldi | Raffaello Ivaldi |
| C-1 femmes       | Jessica Fox         | Jessica Fox     | Elena Lilik      | Jessica Fox      | Jessica Fox      |
| K-1 hommes       | Giovanni De Gennaro | Jiří Prskavec   | Jiří Prskavec    | Peter Kauzer     | Titouan Castryck |
| K-1 femmes       | Elena Lilik         | Jessica Fox     | Jessica Fox      | Eliška Mintálová | Jessica Fox      |
| K-1 hommes cross | Benjamin Renia      | Dimitri Marx    | Joseph Clarke    | Jan Rohrer       | Boris Neveu      |
| K-1 femmes cross | Stefanie Horn       | Kimberley Woods | Veronika Vojtová | Elena Lilik      | Luuka Jones      |

## Classement final
| Épreuve         | Or              | Argent              | Bronze            |
| --------------- | --------------- | ------------------- | ----------------- |
| C1 hommes       | Luka Božič      | Matej Beňuš         | Raffaello Ivaldi  |
| C1 femmes       | Jessica Fox     | Kimberley Woods     | Viktoriia Us      |
| K1 hommes       | Vít Přindiš     | Giovanni De Gennaro | Jiří Prskavec     |
| K1 femmes       | Jessica Fox     | Elena Lilik         | Klaudia Zwolińska |
| K1 hommes cross | Joseph Clarke   | Boris Neveu         | Timothy Anderson  |
| K1 femmes cross | Kimberley Woods | Luuka Jones         | Jessica Fox       |